# Philoliche rostrata
Philoliche rostrata är en tvåvingeart som först beskrevs av Carl von Linné 1764.  Philoliche rostrata ingår i släktet Philoliche och familjen bromsar.
Artens utbredningsområde är Moçambique. Inga underarter finns listade i Catalogue of Life.